# I Am Ready, Warden
I Am Ready, Warden és un curtmetratge documental nord-americà del 2024 produït i dirigit per Smriti Mundhra. La pel·lícula documenta els últims dies abans de l'execució del condemnat a mort de Texas, John Henry Ramírez. Es va estrenar el 21 de febrer de 2024 al  Big Sky Documentary Film Festival. El 23 de gener de 2025 es va anunciar que havia estat nominat al premi al millor curtmetratge documental als 97ens premis Oscar.

## Sinopsi
La pel·lícula narra la història carregada d'emocions de John Henry Ramírez, que va ser condemnat per assassinat i sentenciat a la pena de mort el 2008.

## Estrena
I Am Ready, Warden es va estrenar a la Best Short Competition, al Big Sky Documentary Film Festival el 21 de febrer de 2024. També es va presentar al programa de qualificació de l'Oscar a la secció 'Shifting Perspectives' del Bend Film Festival el 10 d'octubre de 2024. El 20 d'octubre es va presentar al 25è Festival de Cinema de Woodstock com a esdeveniment especial. El desembre de 2024, va ser declarada finalista al millor curtmetratge documental per als premis Oscar.
La pel·lícula va estar disponible als Estats Units a la plataforma Paramount+ a partir del 22 de novembre de 2024. També va estar disponible de forma gratuïta a més de 250 escoles de dret dels Estats Units de l'11 al 18 de gener de 2025.